# Riccio da Montechiaro
Giannotto Riccio (o Rizzo), noto come Riccio da Montechiaro (... – 1445), è stato un nobile, condottiero e colonnello italiano, signore di Aquino, Arpino, Cassino e Sora, e viceré degli Abruzzi.

## Biografia
Di famiglia non nobile, venne avviato alla carriera militare nella compagnia di ventura di Braccio da Montone, prendendo parte alla guerra tra Angioini ed Aragonesi, pretendenti al trono del Regno di Napoli. Nel 1423 ricevette da lui l'incarico di giungere in soccorso di Alfonso V d'Aragona, che si trovava assediato a Capua.
Nel 1428 passò al servizio dello Stato Pontificio, ritrovandosi sotto il comando di Jacopo Caldora, suo compagno d'arme nella compagnia di ventura braccesca, che lo nominò colonnello della fanteria del suo esercito durante l'assedio di Bologna.
Passato Jacopo al servizio della regina del Regno di Napoli Giovanna II d'Angiò-Durazzo, venne coinvolto nella campagna militare contro Alfonso V d'Aragona ed il ribelle Giovanni Antonio Orsini del Balzo. Partecipò così nel 1435 ad un nuovo assedio di Capua e alla battaglia navale dell'isola di Ponza. In seguito tradì il Caldora e tornò al soldo degli Aragonesi, ricevette il titolo di viceré degli Abruzzi e l'incarico di assaltare L'Aquila, Penne, Pescara ed i territori limitrofi ma gli riuscì solo quest'ultimo attacco poiché negli altri venne pesantemente sconfitto da Raimondo Caldora ed Antonuccio Camponeschi. Verso la fine del 1437 venne inoltre sorpreso a Giugliano in Campania da Jacopo Caldora e Giovanni Maria Vitelleschi, i quali spogliano lui ed i suoi uomini delle armi. L'anno seguente venne vinto a Loreto Aprutino: decise così di tornare al servizio del Regno di Napoli. Qui venne coinvolto nei litigi tra Renato d'Angiò-Valois ed Antonio Caldora che si concluderanno con un ritorno verso la fazione aragonese.
Insieme a Raimondo Caldora nel 1441 contrastò ripetutamente Francesco Sforza; giunto ad Ortona, venne vinto dal fratello Alessandro e si rifugiò a Chieti. Ritornò infine prima al soldo dello Stato Pontificio e poi al servizio degli Aragonesi, dai quali venne armato cavaliere. Riccio da Montechiaro morì nel 1445.